# Георг Август (князь Нассау-Идштейна)
Георг Август Самуэль Нассау-Идштейнский (нем. Georg August Samuel von Nassau-Idstein; 26 февраля 1665, Идштайн — 26 октября 1721, Бибрих) — граф Нассау-Идштейна в 1677—1688 годах и князь Нассау-Идштейна в 1688—1721 годах. Проживал преимущественно в Висбадене и правил оттуда.

## Биография
Георг Август — сын графа Иоганна Нассау-Идштейнского и его второй супруги Анны Лейнинген-Дагсбург-Фалькенбургской. Отец Георга Августа умер в 1677 году, опекунами 12-летнему Георгу Августу были назначены брат его матери Анны Иоганн Каспар Лейнинген-Дагсбургский и граф Иоганн Август Сольмский. Находясь под опекой, Георг Август обучался в Гисенском и Страсбургском университете, затем отправился на учёбу в Англию и Брабант. Принц Георг Август познакомился со многими европейскими дворами, на него особое впечатление произвёл Версаль. В 1683 году Георг Август участвовал в защите Вены от турок. Спустя год 18-летний граф стал править самостоятельно. 4 августа 1688 года император Священной Римской империи Леопольд I удостоил графа Георга Августа княжеского титула за его заслуги в битве за Вену после уплаты в имперскую казну крупной денежной суммы.
Город Висбаден и графство Нассау-Идштейн в целом тяжело пережили ужасы Тридцатилетней войны и эпидемию чумы 1675 года. Из 1800 жителей Висбадена выжило лишь несколько десятков. При Георге Августе в Нассау-Идштейне начался невероятный подъём. Князь Георг Август погрузился в строительство. При нём было закончено строительство крепости-резиденции в Идштейне, в Висбадене был заложен парк и фазановая ферма, был перестроен городской дворец и на берегу Рейна в Бибрихе был разбит регулярный парк. При Георге Августе был заложен первый камень в основание Бибрихского дворца, который был достроен уже после его смерти. Георг Август умер в 1721 году, заразившись оспой вместе с двумя своими младшими дочерьми. После смерти Георга Августа, не оставившего наследника, Нассау-Идштейн отошёл в 1721 году Нассау-Отвейлеру.

## Семья
22 ноября 1688 года князь Георг Август женился на Генриетте Доротее Эттингенской (1672—1728), дочери князя Альбрехта Эрнста I Эттингенского и Кристианы Фридерики Вюртембергской. У супругов родилось 12 детей, из которых трое мальчиков умерли в раннем детском возрасте.
- Фридрих Эрнст (1689—1690), наследный принц Нассау-Идштейна
- Кристина Луиза (1691—1723), замужем за князем Георгом Альбрехтом Остфрисландским (1689—1734), сыном князя Кристиана Эберхарда Остфрисландского и Эбергардины Софии Эттинген-Эттингенской
- Шарлотта Эбергардина (1692—1693)
- Генриетта Шарлотта (1693—1734), замужем за герцогом Морицем Вильгельмом Саксен-Мерзебургским (1688—1731)
- Элеонора Шарлотта (1696)
- Альбертина Юлиана (1698—1722), замужем за герцогом Вильгельмом Генрихом Саксен-Эйзенахским (1691—1741), сыном герцога Иоганна Вильгельма Саксен-Эйзенахского и Амалии Нассау-Дицской
- Августа Фридерика (1699—1750), замужем за князем Карлом Августом Нассау-Вейльбургским (1685—1753), сыном графа Иоганна Эрнста Нассау-Вейльбургского и графини Марии Поликсены Лейнингенской
- Иоганетта Вильгельмина (1700—1756), замужем за князем Симоном Генрихом Адольфом Липпе-Детмольдским (1694—1734), сыном графа Фридриха Адольфа Липпе-Детмольдского и Иоганны Елизаветы Нассау-Дилленбург-Шаумбургской
- Фридрих Август (1702—1703)
- Вильгельм Самуэль (1704)
- Елизавета Франциска (1708—1721)
- Луиза Шарлотта (1710—1721)